# Het Monster van de Moerplaat
Het Monster van de Moerplaat is een drievoudig stripverhaal waarvan zowel tekst als afbeeldingen zijn gemaakt door Henk Kuijpers.

## Het Monster van de Moerplaat

### Verhaal
Het album vangt aan met een aantal vissers die drie klauwachtige krassen ontdekken op een boei en een boot die nagenoeg kapseist doordat er iets in de netten verstrikt raakt. Ze geven de schuld aan het monster van de Moerplaat. Franka arriveert met de auto en heeft een zeilboot gehuurd in dat gebied als Aal de Glibber op de Moerplaat wordt aangevallen door een grote vogel. Op de veerboot vanuit Brakzand hoort Franka, na een opmerking over de mist boven de Moerplaat dat er nogal wat verhalen over de ronde doen, gebaseerd op een oude legende. Wanneer Aal vervolgens zijn verhaal doet, raakt Franka geïnteresseerd. Op weg naar de zeilboot ziet ze de eerder gemarkeerde boei terug. Na een felle discussie tussen wat vissers of het nu een fabel is of niet en de nodige waarschuwingen vertrekt Franka met de zeilboot richting Moerplaat.
Franka is zich nietsvermoedend aan het omkleden wanneer de vogel weer overvliegt, op hetzelfde moment wordt er iets opgemerkt op het vliegveld. Franka merkt dat de mist en sfeer van het de plaat wel op je inwerkt. Franka ziet de duikboot niet, maar vindt wel een boot waarna de vogel aanvalt...
Het blijkt loos alarm. Kees en Leon zijn bestuurders van een gigantisch uil-vormig luchtschip die voor testdoeleinden in het geheim wordt gebruikt ter promotie van owl jeans. Pas na het testen mocht de ballon voor het publiek bekend worden. Het luchtschip verklaart de krassen en wat beschrijvingen van wat de vissers hebben gezien, maar nog niet alles!
Franka en de twee mannen worden plots verrast door een tweetal mannen in duikerspakken de hen onder schot houden. Ze stelen het schip en nemen Franka als verzekering mee. Kees en Leon waarschuwen dat de ballon maar voor 2 mensen geschikt is waarna Leon voorstelt omwille van de kou (hooguit een graad of vijf... of negen...), Franka een overall aan te laten trekken. De vliegers worden in de stuurhut vastgebonden aan het stuur.
De ballon stijgt op, met Franka aan de touwladder, en wordt wederom zichtbaar op de luchthaven. Franka herinnert zich net op tijd de opmerking van Leon aangezien het bij lange na niet zo koud blijkt te zijn. In de overall zit een reclameboekje van de ballon waar ze vervolgens op bladzijde 5 en 9 kijkt en een safetyballoon ziet zitten. Ze trekt haar laatste redmiddel los van de onderkant van de ballon en rukt het gas los. Franka dwarrelt omlaag en de uil lijkt neer te storten.
De kustwacht en Franka weten de duikers in te sluiten waarna zij hun verhaal doen. Ze smokkelen drugs in een oude duikboot waardoor men in netten verstrikt is geraakt en bijvoorbeeld de boei hebben geramd.
De duikboot wordt teruggevonden, Kees en Leon worden bevrijd en alles lijkt weer goed te zijn. Op dat moment ziet Aal de Glibber op de Moerplaat een boom met Franka's ballon aan voor een monster. Het monster van de Moerplaat zal waarschijnlijk altijd blijven bestaan!

### Cast
Met naam genoemde karakters in volgorde van opkomst:
- Rooie Dirk - Kapitein van vissersboot De Neeltje
- Franka - Secretaresse
- Bars - De kleine buldog van Franka
- Aal de Glibber - Fuikenlichter op de Moerplaat
- Kees en Leon - Bestuurders van het luchtschip

### Locaties
- De Moerplaat
- Brakzand

## De Pyromaan

### Verhaal
Het album laat de lange rij bij de bioscoop zien voor de nieuwe film De Pyromaan waarna er een stukje verder in de straat een uitslaande brand ontstaat bij café Kleintje pils. Franka belt de brandweer en de stad draait op volle toeren. Maandagmorgen haalt de brand de voorpagina van Het Telegram.
Hierna volgen achtereenvolgend maandagavond een brand in een pakhuis van De verenigde Holdings, dinsdagavond De Profijtbanken woensdagavond juwelier De Ghoede Sier. Terwijl alle hoge piefen de branden publiekelijk bespreken, heeft Franka haar eigen onderzoek al in gang gezet. Ze stapt de club Eva's appel binnen en ontmoet daar Fanny, de vuurvretende zus van Furora.
Franka en Fanny gaan naar Moe Flon waar Franka vertelt over haar naspeuringen. Ze heeft reeds een afspraak gehad met Charles Prins, Directeur van bewakingsdienst Checkpoint Charlie. Ze heeft gedurende dat gesprek het rooster van de bewakers gefotografeerd, op het moment dat ze wil zeggen wie zij denkt dat de dader is, wordt er een vijfde brand gemeld waarbij de dader heeft ondertekend als Vuurrood front en eist losgeld om de serie te stoppen. Terwijl het bericht nog gaande is, grist Franka haar aantekeningen bij elkaar en sleept Fanny mee naar Raffinaderij van Sheik Oil. Aan de hand van het rooster heeft ze achterhaald dat de pyromaan Harry de Bont is en dit is zijn volgende klus volgens het rooster.
Aangekomen op de raffinaderij staan de rode letters van het Vuurrood Front daar reeds. Terwijl Franka het terrein verkent, zoekt Fanny een telefoon om de politie te kunnen bellen. Wanneer ze daarvoor een auto aanhoudt, blijkt dat de dader met bivakmuts te zijn. Franka is tegelijkertijd Harry de Bont tegen het lijf gelopen die doodleuk een sigaret aan het opsteken was tegen de zenuwen, op een brandgevaarlijke plek. Op het moment dat ze bespreken wie er met de eer van de branden wilde gaan strijken om daar een slaatje uit te slaan, komt de man met bivakmuts aangelopen en houdt hen onder schot. Fanny is aan een tank geketend, maar weet met haar ring met aansteker de gemaskerde man te ontwapenen.
Het mysterie wordt in de openbaarheid gebracht, Checkpoint Charlie bleek bijna failliet te zijn en door de angst voor terrorisme aan te wakkeren speelde hij zich daarmee zelf in de kaart. Tot slot besluit Harry te stoppen met roken.

### Cast
Met naam genoemde karakters in volgorde van opkomst:
- Franka - Secretaresse
- Freddie en Joop - Journalisten van Het Telegram
- Furora - Zigeuner waarzegster en zus van Fanny
- Fanny - Zigeuner vuurvreetster en zus van Furora
- Moe Flon - De eigenaresse van het café onder het appartement van Franka
- Commissaris Kommer - Commissaris van de gemeentepolitie
- Charles Prins - Directeur van bewakingsdienst Checkpoint Charlie
- Commissaris Noorderwind - Directeur van Het Misdaadmuseum

### Locaties
- Groterdam

## De Saboteur

### Verhaal
Het album start bij Joop's Antieke auto's waar Franka binnenrijdt om een goedkope nieuwe gebruikte uitlaat te vinden. De monteur die haar helpt, Hendrik Ido Ambacht, laat spontaan een jerrycan olie over zich heen vallen. Vervolgens rijdt hij de mini over een BMW op de Auburn '35 om vervolgens een ravage achter te laten. Hendrik neemt ontslag en vertrekt met hangende pootjes.
Franka denkt iets te hebben gezien en besluit hem te volgen. Hij lijkt steeds vrolijker te worden en ontmoet zijn vriendin Ella. Ze vertrekken vervolgens naar een luxe sportschool waarvan Hendrik de eigenaar blijkt te zijn. Ella is daar receptioniste. Franka besluit daar te gaan sporten en rijdt vervolgens om het pand heen. Ze ontdekt daar een goed voorbereide crash met een soortgelijke mini als die van haar met brugdelen. Haar interesse wordt gewekt door stemmen achter het raam op de tweede verdieping. Daar biecht Hendrik aan Ella op dat hij commercieel saboteur is. Ella wijst hem vervolgens op een brand in de modecollectie van Laura Lava, die hij bevestigt. Ella heeft dubbelspel gespeeld en is eigenlijk Laura Lava. Ze houdt hem onder schot en steekt de sportschool in brand.
Franka concludeert dat Lava het goed voor elkaar heeft en steelt voor de brand vijftienduizend gulden uit de la voor de kosten van Joop en haar eigen uitlaat.

### Cast
Met naam genoemde karakters in volgorde van opkomst:
- Franka - Secretaresse
- Hendrik-Ido-Ambacht - De saboteur
- Joop - Eigenaar van garage Joop's Antieke auto's
- Gary Cooper - Voormalig eigenaar van de Auburn '35 in de garage
- Ella alias Laura Lava - Modeontwerpster

### Locaties
- Groterdam